# Hermine Müller
Hermine Müller (ur. 10 listopada 1938, zm. 17 września 1978) – niemiecka alpinistka.
Pokonała wiele najtrudniejszych dróg wspinaczkowy w całych Alpach, wspinała się również w amerykańskich Yosemite i w Himalajach Garhwalu. Od połowy lat 70. XX w. była uznawana za najlepszą alpinistkę niemiecką. Zginęła wraz z partnerem, Jakobem Gmuderem, na skutek odpadnięcia partnera i wyrwania się haka asekuracyjnego ok. 150 m poniżej szczytu Punta Tissi, na ekstremalnie trudnej drodze Philippa i Flamma w masywie Civetty w Dolomitach.